# Singen (Hohentwiel)
Singen (Hohentwiel) – miasto w Niemczech, w kraju związkowym Badenia-Wirtembergia, w rejencji Fryburg, w regionie Hochrhein-Bodensee, w powiecie Konstancja, siedziba wspólnoty administracyjnej Singen (Hohentwiel). Leży ok. 30 km na zachód od Konstancji i ok. 20 km na północ od Szafuzy w Szwajcarii.
Singen (Hohentwiel) jest drugim co do wielkości miastem powiatu Konstancja. Znajduje się tutaj stacja kolejowa.

## Zobacz też

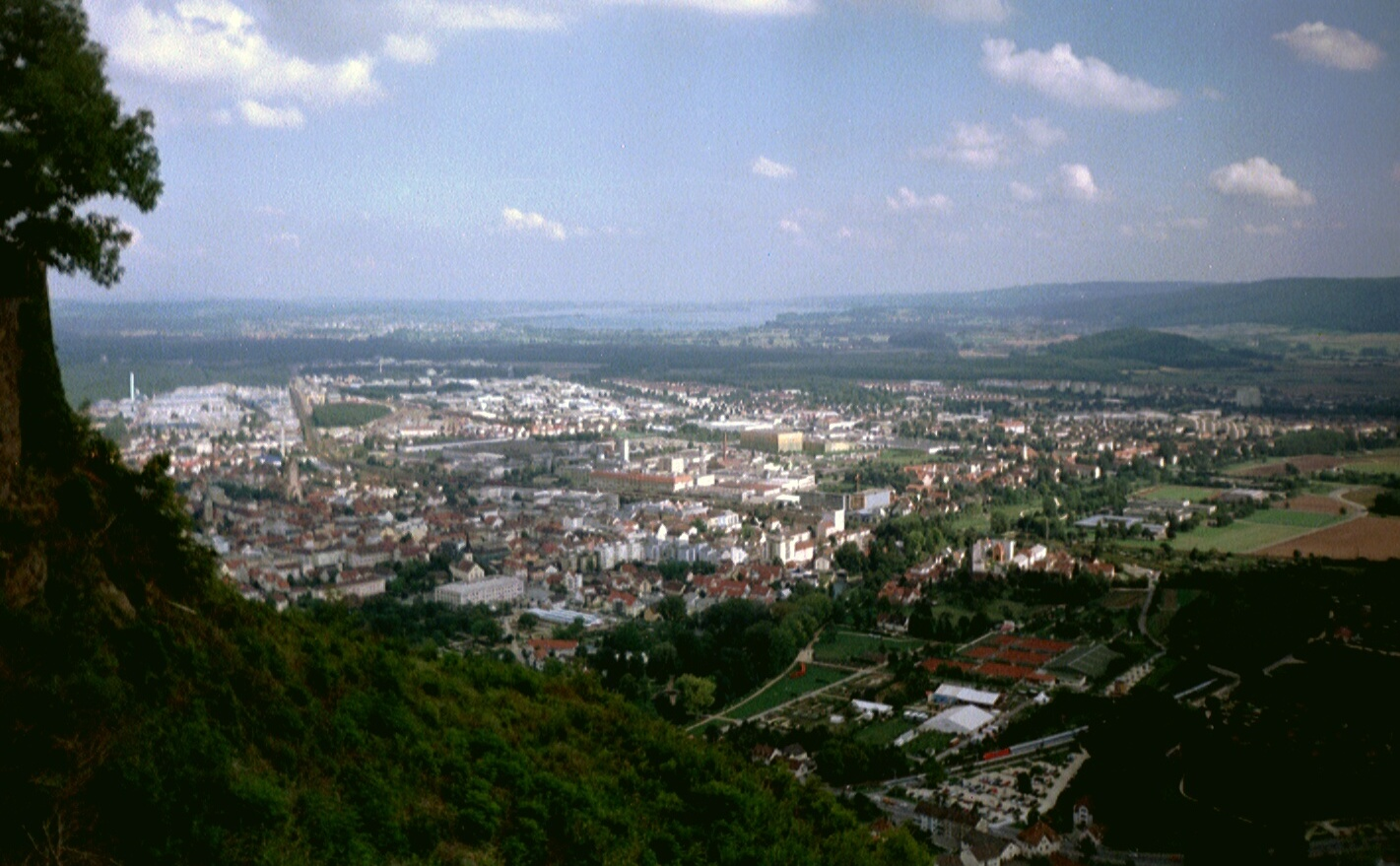
Widok z Hohentwiel

## Współpraca
Miejscowości partnerskie:
- Słowenia: Celje
- Ukraina: Kobelaky
- Francja: La Ciotat
- Włochy: Pomezia
- Szwajcaria: Szafuza